# Linda Ulvaeus
Linda Elin Ulvaeus (* 23. února 1973, Vallentuna, Švédsko) je švédská zpěvačka a divadelní a filmová herečka.

## Život
Linda Ulvaeus je dcera Agnethy Fältskogové a Björna Ulvaeuse, bývalých členů skupiny ABBA. V roce 1980 nahrála se svojí matkou desku Nu tändas tusen juleljus. Tento typ spolupráce si zopakovala v roce 2004 prací na albu My Coloring Book. V letech 1999 až 2003 vystudovala Divadelní školu ve Stockholmu. S partnerem Jensem Ekengrenem má dcery Tildu Elizu Fridu Ulvaeusovou-Ekengrenovou a Esther Ulvaeusovou-Ekengrenovou, narozenou 27. ledna 2001. V současné době (2007) žije v Ekerö, oblasti u Stockholmu na statku své matky.